# Bernhard Roghmann
Bernhard Roghmann (* 31. Dezember 1914 in Essen; † 14. April 1990) war ein deutscher Jurist und nordrhein-westfälischer Kommunalpolitiker (CDU). Er war von 1961 bis 1964 Oberbürgermeister der Stadt Bottrop.

## Leben
Bernhard Roghmann studierte Rechtswissenschaften in Münster und Freiburg sowie Rechts- und Wirtschaftswissenschaften in Wien. 1940 legte er seine erste juristische Staatsprüfung ab. Von 1940 bis 1945 war er Soldat. Nach Ende des Zweiten Weltkrieges absolvierte er 1946 und 1949 seine juristischen Staatsprüfungen und war als Rechtsanwalt, später auch als Notar sowie Fachanwalt für Steuerrecht tätig. Er war am 17. Juni 1959 Mitbegründer des Diözesankomitees der Katholikenausschüsse des Bistums Essen (Ruhrbistums) und deren Gründungspräsident. 1959 wurde er in das Zentralkomitee der deutschen Katholiken berufen. Er war Mitglied der Görres-Gesellschaft.
1962 wurde er von Kardinal-Großmeister Eugène Kardinal Tisserant zum Ritter des Ritterordens vom Heiligen Grab zu Jerusalem ernannt und am 15. Dezember 1962 in Köln durch Lorenz Jaeger, Großprior der deutschen Statthalterei, investiert. Zuletzt war er Offizier des Ordens.

## Politik
1952 wurde Roghmann Mitglied der CDU und seit 1952 Ratsmitglied der Stadt Bottrop. 
Am 10. April 1961 wurde Bernhard Roghmann vom Rat der Stadt Bottrop zum Oberbürgermeister gewählt und am 25. April 1963 wiedergewählt. Am 6. Oktober 1964 wurde Ernst Wilczok sein Nachfolger; Bernhard Roghmann war seit 1946 einziger Oberbürgermeister der CDU in Bottrop.